# Tasch-Kömür-Talsperre
Die Tasch-Kömür-Talsperre befindet sich in Kirgisistan am Naryn an der Einmündung des rechten Nebenflusses Kara-Suu.
Die Tasch-Kömür-Talsperre wurde zwischen 1986 und 1995 erbaut. Sie befindet sich 10 Flusskilometer flussaufwärts von der Stadt Tasch-Kömür. Der Naryn durchschneidet im Bereich des Staudamms das Bergland zwischen der Hochebene der Narynniederung im Osten und dem Ferghanatal im Westen. Östlich befindet sich das Ferghanagebirge. Flussaufwärts befindet sich die Kurpsai-Talsperre, flussabwärts die Schamaldy-Sai-Talsperre.
Die Dammhöhe beträgt 75 m. Das Speichervolumen liegt bei 140 Millionen m³. Der Nutzinhalt beträgt 10 Millionen m³. Der Stausee hat eine Länge von 18,5 km. Das Wasserkraftwerk besitzt 10 Turbinen zu je 45 MW, so dass die installierte Gesamtleistung bei 450 MW liegt. Die Jahresleistung beträgt 1555 Millionen kWh.